# San Jerónimo (Copán)
Pour les articles homonymes, voir San Jerónimo.
San Jerónimo est une municipalité du Honduras, située dans le département de Copán.

## Composition
La municipalité de San Jerónimo comprend 8 villages et 28 hameaux.
| Code   | Village                                     |
| ------ | ------------------------------------------- |
| 041601 | San Jerónimo (chef-lieu de la municipalité) |
| 041602 | Agua Zarca                                  |
| 041603 | El Rosario                                  |
| 041604 | El Tránsito                                 |
| 041605 | El Volcán                                   |
| 041606 | La Esperanza                                |
| 041607 | Santa Elena                                 |
| 041608 | Tierra Blanca                               |

## Historique
En 1887, San Jerónimo était un  village de la municipalité de San Antonio del Descanso. Le village a obtenu le statut de municipalité le 28 janvier 1919.

## Crédit d'auteurs
- (es) Cet article est partiellement ou en totalité issu de l’article de Wikipédia en espagnol intitulé « San Jerónimo (Copán) » (voir la liste des auteurs).